# СПГ-терминал Свиноуйсьце
СПГ-терминал Свиноуйсьце — регазификационный терминал, расположенный в польском городе Свиноуйсьце. Предназначен для приёма сжиженного природного газа (СПГ) с танкеров-газовозов, его последующей регазификации и передачи в газораспределительные сети. До 2021 года он принадлежал «Polskie LNG S.A.», дочерней компанией Gaz-System, с 2021 года — «Gaz-System».

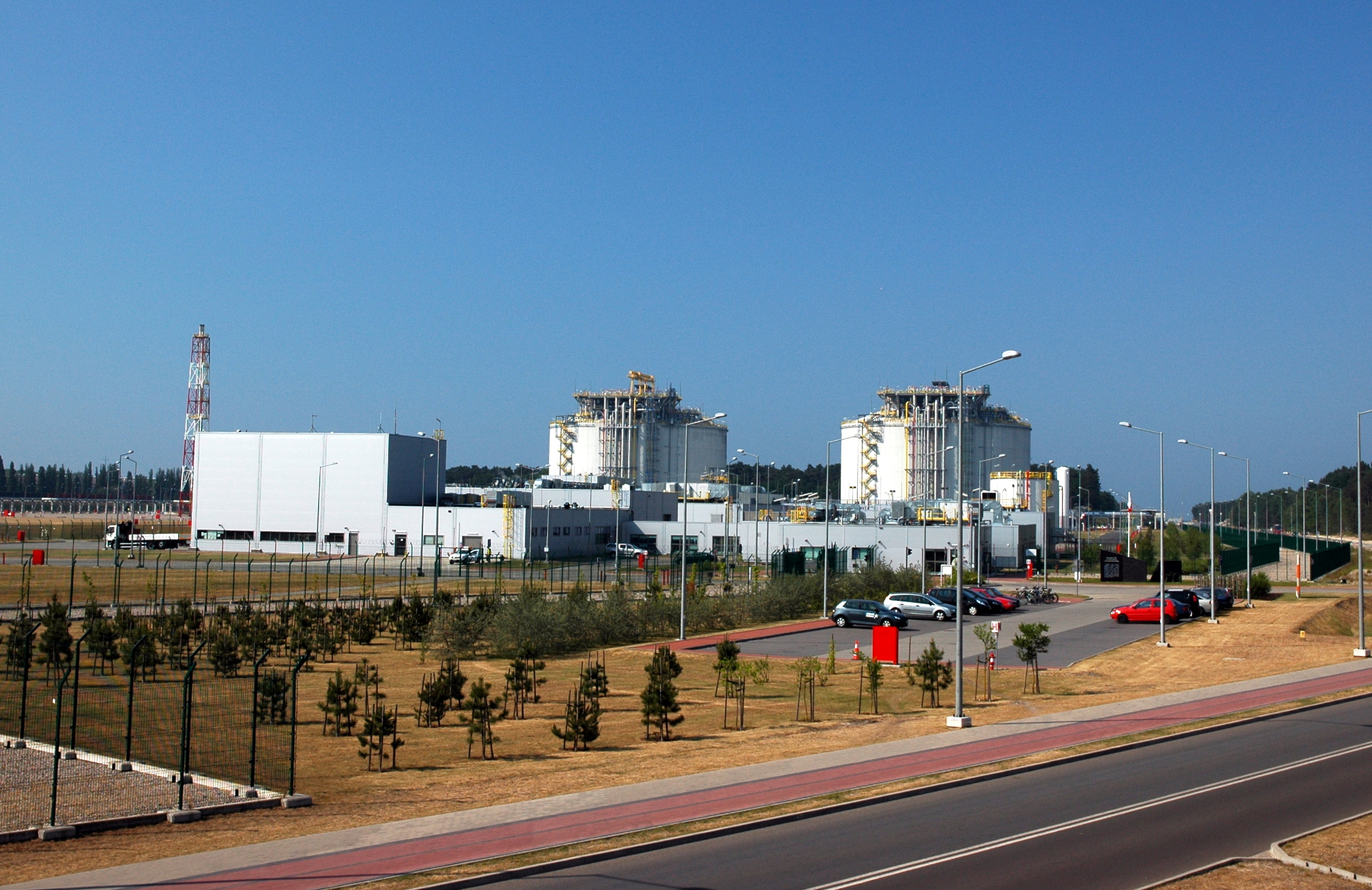
СПГ-терминал в Свиноуйсьце

## Проектирование и строительство
В 2005 году Лех Качиньский во время президентской кампании cделал предвыборное обещание построить в Польше газовый терминал.
Решение о строительстве терминала было принято правительством Польши 28 февраля 2006 года.
Изначально рассматривалось два варианта возможного месторасположения терминала — в Свиноуйсьце и в Гданьске. В декабре 2006 года руководство PGNiG сообщило о выборе в пользу Свиноуйсьце. Решение аргументировалось более коротким путём доставки СПГ от предполагаемых поставщиков, меньшими затратами на строительство, а также близостью химического завода ''Zakłady Chemiczne Police'', расположенного в городе Полице, и потребляющего до 580 миллионов кубометров газа в год.
Предполагалось, что строительство начнется в конце 2007 года, а первая перегрузка состоится уже в 2011 году. Стоимость инвестиций оценивалась в 350 миллионов евро.
В апреле 2009 года Сейм принял закон, согласно которому сроки ввода терминала в эксплуатацию сдвигались на 2013—2014 гг. Для ускорения строительства терминала этот закон предусматривал ряд исключений из общего законодательства для данного проекта. В частности, предусматривалось упрощение процедур государственных закупок, выделения земельных участков, и упрощение процедуры использования средств, выделяемых Евросоюзом.
24 мая 2010 года Морским Бюро был подписан контракт на строительство волнолома для СПГ-терминала с консорциумом Boskalis International BV, HOCHTIEF Construction AG, HOCHTIEF Poland Sp. Z OO, Per Aarsleff A / S Aarsleff Sp. Z OO и строительной корпорацией DORACO Sp. Z OO. Сума контракта — 815 миллионов злотых.
24 июня 2010 года компания Polskie LNG объявила, что в организованном ей тендере на строительство СПГ-терминала в Свиноуйсьце победил консорциум Saipem SpA (Италия), Saipem SA (Франция), Techint Compagnia Tecnica Internazionale SpA (Италия), Snamprogetti Canada Inc. Подрядчик должен был построить терминал СПГ и сдать его в эксплуатацию до 30 июня 2014 года.
23 марта 2011 года премьер-министр Польши Дональд Туск в торжественной обстановке заложил символический первый камень в фундамент строительства.
Терминал был открыт 12 октября 2015 года, на открытии премьер-министр Польши Эва Копач заявила: «Польша достигла своей стратегической цели: мы независимы в газовом вопросе».
18 июня 2016 года терминалу было присвоено имя президента Польши Леха Качиньского.

### Стоимость строительства
Согласно официальным данным, строительство терминала обошлось приблизительно в 720 миллионов евро (3 миллиарда злотых). Вместе с сопутствующими работами, такими как строительство волнолома, углубление судоходного канала, прокладка газопровода до Щецина, и др., затраты на строительство терминала и сопутствующей инфраструктуры выливаются в сумму примерно один миллиард евро.
Источники финансирования — польский бюджет, различного рода займы и кредиты, как от частных финансовых организаций, так и от финансовых структур Евросоюза, и безвозвратные гранты по программам ЕС.

## Техническое описание
Терминал занимает площадь около 40 га, и включает в себя причал для разгрузки СПГ-танкеров вплоть до типа Q-Flex, два резервуара типа full-containment для хранения СПГ, объёмом по 160 тыс. кубометров каждый, и регазификационную установку, состоящую из пяти испарителей типа SCV (Испаритель горения погружного типа. Submerged Combustion Vaporiser — англ). Эти испарители работают за счёт сгорания газа, вследствие чего потребляют до 1,5 % сырья на собственные нужды. Проектная скорость регазификации — до 570 тыс. кубометров в час.
Проектная мощность терминала — 5 миллиардов кубометров природного газа в год, что составляет около одной трети от объёма природного газа, необходимого Польше в течение года. Эта величина может быть увеличена до 7,5 миллиардов кубометров, для чего, в частности, нужно построить ещё один резервуар и ещё три испарителя.

### Отклонения от проекта
Первоначальный проект предусматривал наличие кроме неэкономичной регазификационной установки типа SCV, дополнительной более экономичной установки для регазификации типа ORV (Open Rack Vaporizer — англ. Испаритель открытого типа. Для нагрева СПГ использует морскую или речную воду). Однако в 2011 году от строительства этой установки отказались, мотивируя это решение её нерентабельностью при текущей мощности терминала.
Также первоначальный проект предусматривал наличие установки для насыщения газа азотом, с целью приведения его характеристик, в частности, числа Воббе, к действующим в Польше нормативам. От строительства этой установки тоже отказались.

## Коммерческая эксплуатация

### Ввод в эксплуатацию
11 декабря 2015 года и 8 февраля 2016 года танкер Al Nuaman доставил в Свиноуйсьце из Катара сжиженный природный газ, предназначенный для заполнения, охлаждения и испытательного пуска системы.
Закупка газа, предназначенного для пусконаладочных работ, осуществлялась по отдельному контракту между PGNiG и Qatargas.
27 апреля 2016 года Воевода Померании выдал разрешение на эксплуатацию терминала.

### Стоимость эксплуатации
В Polskie LNG утверждают, что затраты на эксплуатацию терминала составляют порядка $50 млн в год. Из них 20 % — примерно $10 млн, или 42,7 млн злотых, составляет налог на недвижимость. В связи с этим компания-владелец терминала обратилась к властям города Свиноуйсьце с предложением сократить этот налог вполовину на шестилетний срок.

### PGNiG
Изначально 65 % мощностей терминала зарезервировала за собой PGNiG, и предполагалось, что оставшуюся часть загрузят другие предприятия. Однако остальные мощности так и не были востребованы, и в октябре 2017 года PGNiG сообщила, что с 1 января 2018 года резервирует за собой 100 % мощностей.

#### Катарский контракт
Поиски постоянного поставщика СПГ для строящегося терминала начались ещё в 2006 году, сразу после принятия решения о его постройке.
29 июня 2009 года был подписан контракт между катарской компанией Qatargas и PGNiG на поставку газа в объёмах 1,5 млрд кубометров в год, сроком на 20 лет. Подписанный контракт был сформирован в соответствии с Гронингенским принципом, то есть, среди прочего содержал требование бери или плати.
В 2012 году PGNiG подписала с катарской транспортной компанией Nakilat контракт на доставку закупленного у Qatargas газа от катарского порта Рас Лаффан до порта Свиноуйсьце.
В 2014 году строительство терминала завершить не удалось, поэтому были изменены условия подписанного контракта. В «меморандуме о взаимопонимании», подписанном сторонами 9 декабря 2015 года, прописано, что в 2015 году Qatargas продаст газ, который он не сможет поставить в Польшу, другим покупателям, а PGNiG возместит потери в цене. Объёмы, которые катарской кампании не удастся продать, должны быть выкуплены польской стороной в последующие годы действия контракта.
Аналогичный «меморандум о взаимопонимании» был подписан 21 октября 2015 года, со сроком действия до второй половины 2016 года.
Первая коммерческая поставка СПГ по контракту — 210 тыс. кубометров, была осуществлена 17 июня 2016 года.
14 марта 2017 г. в Qatargas заявили о заключении дополнительного соглашения к контракту, согласно которому поставки СПГ должны быть увеличены до 2 млн тонн в год, что соответствует 2,7 млрд кубометров газа после регазификации.
В 2018—2020 гг. эти объёмы планируется довести до 2,17 млн тонн СПГ в год (2,9 млрд кубометров газа). Срок действия соглашения — с января 2018 г до июня 2034 г.

##### Цена газа
Цена газа по катарскому контракту рассчитывается по формуле, основанной на индексации средних цен на нефть за последние 6 — 9 месяцев. Сама формула является коммерческой тайной.
В ноябре 2012 года министр финансов Польши Миколай Будзановски сообщил Сейму, что по расчетам его министерства цена катарского газа составит от $340 до $380 за 1000 кубометров (цена на нефть в это время составляла примерно $110 за баррель Brent). Однако к этой цене стоит добавить ещё и стоимость погрузки, транспортировки, разгрузки и регазификации газа, а также амортизацию вложенных в СПГ-инфраструктуру основных средств.
В 2014 году Томаш Касович, аналитик Bank Zachodni WBK, проанализировав все издержки, пришел к выводу, что Польша заплатит за катарский газ около $600 за 1000 кубометров., и PGNiG будет нести по этому контракту ежегодные убытки размером около 500 млн злотых ($164 млн).

#### Контракт с «Centrica»
21 ноября 2017 в PGNiG сообщили о подписании пятилетнего контракта с Centrica LNG на поставку СПГ из США. Согласно контракту, СПГ-терминал Свиноуйсьце примет до девяти поставок c СПГ-терминала Sabine Pass LNG в штате Луизиана. Выполнение контракта начнется в 2018 г.

#### Спотовые поставки
- 25 июня 2016 года из норвежского порта Мелкойа[англ.] танкером Arctic Princess была осуществлена первая спотовая поставка в объёме 140 тыс. кубометров (84 млн кубометров после регазификации) .
- 8 июня 2017 года танкер Clean Ocean вместимостью 162 тыс. кубометров доставил первую партию СПГ из порта Sabine Pass (США).[34] Газ был закуплен PGNiG на аукционе в апреле 2017 года у компании Cheniere Energy.[35]
- 4 июля 2017 года танкер Al Nuaman вместимостью 210 тыс. кубометров осуществил спотовую поставку СПГ из Катара.[36]
- 9 сентября 2017 года танкер Arctic Discoverer вместимостью 140 тыс. кубометров осуществил поставку СПГ из Норвегии.[36]

### Загрузка
За 2016 год терминал принял восемь коммерческих поставок СПГ. Из них семь — по катарскому контракту, и одна спотовая. В общей сложности объём природного газа, полученный из принятого за год СПГ, после регазификации составил 960 млн. м3, что составляет примерно 19 % от проектной мощности терминала.
За 2017 год терминал принял четырнадцать коммерческих поставок СПГ. Из них одиннадцать — по катарскому контракту, и три спотовых. В общей сложности объём природного газа, полученный из принятого за год СПГ, после регазификации составил 1,6 млрд. м3, что составляет примерно 32 % от проектной мощности терминала.
К 20 сентября 2023 года терминал принял двести пятьдесят коммерческих поставок СПГ.

## Связанные объекты
Существует ряд объектов, которые являются частью цельного комплекса по обеспечению работы СПГ-терминала, и которые создавались и эксплуатируются именно «под терминал». Однако, поскольку формально их строительство и эксплуатация возложены не на компанию Polskie LNG, а на другие организации, эти объекты ни в смету строительства, ни в оценку стоимости эксплуатации терминала не входят.
- В рамках создания морской инфраструктуры, обеспечивающей работу терминала, построен трёхкилометровый волнорез, на котором, собственно, и находится причал, где швартуются и разгружаются прибывающие СПГ-танкеры, а также значительно углублен и расширен существующий 35-километровый морской судоходный канал к порту Свиноуйсьце. Общая стоимость работ — порядка 1.016 млрд злотых. Финансирование велось через Морское министерство.[39][40]
- Для связи СПГ-терминала с газотранспортной системой Польши компанией Gaz-System был проложен газопровод Свиноуйсьце — Щецин длиной порядка 80 км, диаметром в 0,8 метра, и стоимостью порядка 47 миллионов злотых.[40]

## Нештатные ситуации
29 октября 2017 года из-за повреждений, вызванных ураганом «Герварт», на терминале произошла утечка газа.